# تأثيرات ناجمة عن انفجار القنبلة النووية

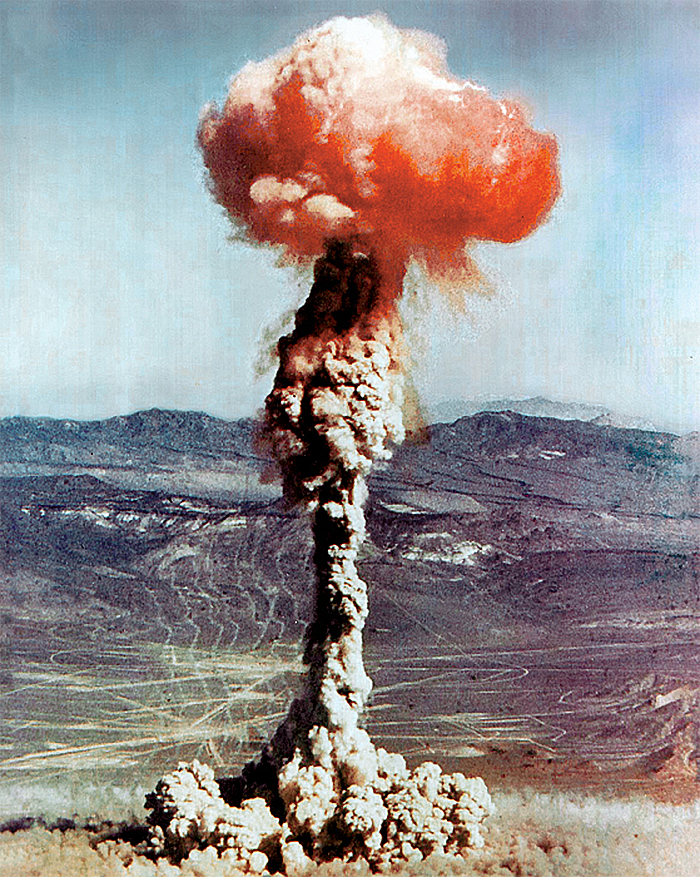
صورة انفجار قنبلة نووية في صحراء نيفادا عام 1951

التاثيرات الناجمة من انفجار القنبلة النووية يقصد بها التاثير الذي تحدثه انفجار الأسلحة النووية نتيجة لعملية الأنفجار بحد ذاتها وليست الأضرار الناجمة من التاثيرات الحرارية للقنبلة النووية والتاثيرات الأشعاعية للقنبلة النووية.

## التأثيرات
تبلغ قوة الأنفجار ما يقارب 40% إلى 60% من الطاقة الأجمالية للقنبلة النووية حيث تؤدي الحرارة والضغط الشديدين الناجمة من الأنفجار إلى حركة سريعة للغازات الموجودة في الجو نحو خارج منطقة الأنفجار مسلطا ضغطا هائلا على المناطق المجاورة على شكل موجات متعاقبة دائرية الشكل وتكون سرعة هذه الموجات مئات الكيلومترات في الساعة وبهذا يمكن القول ان هناك نوعين من الضغط يتولدان في لحظة الأنفجار وهما:
- ضغط مرتفع ساكن نتيجة للارتفاع المفاجئ والهائل من هول انفجار القنبلة.
- ضغط مرتفع متحرك نتيجة للاهتزاز وحركة الغازات في الجو بشكل دائري نحو خارج نقطة الأنفجار.

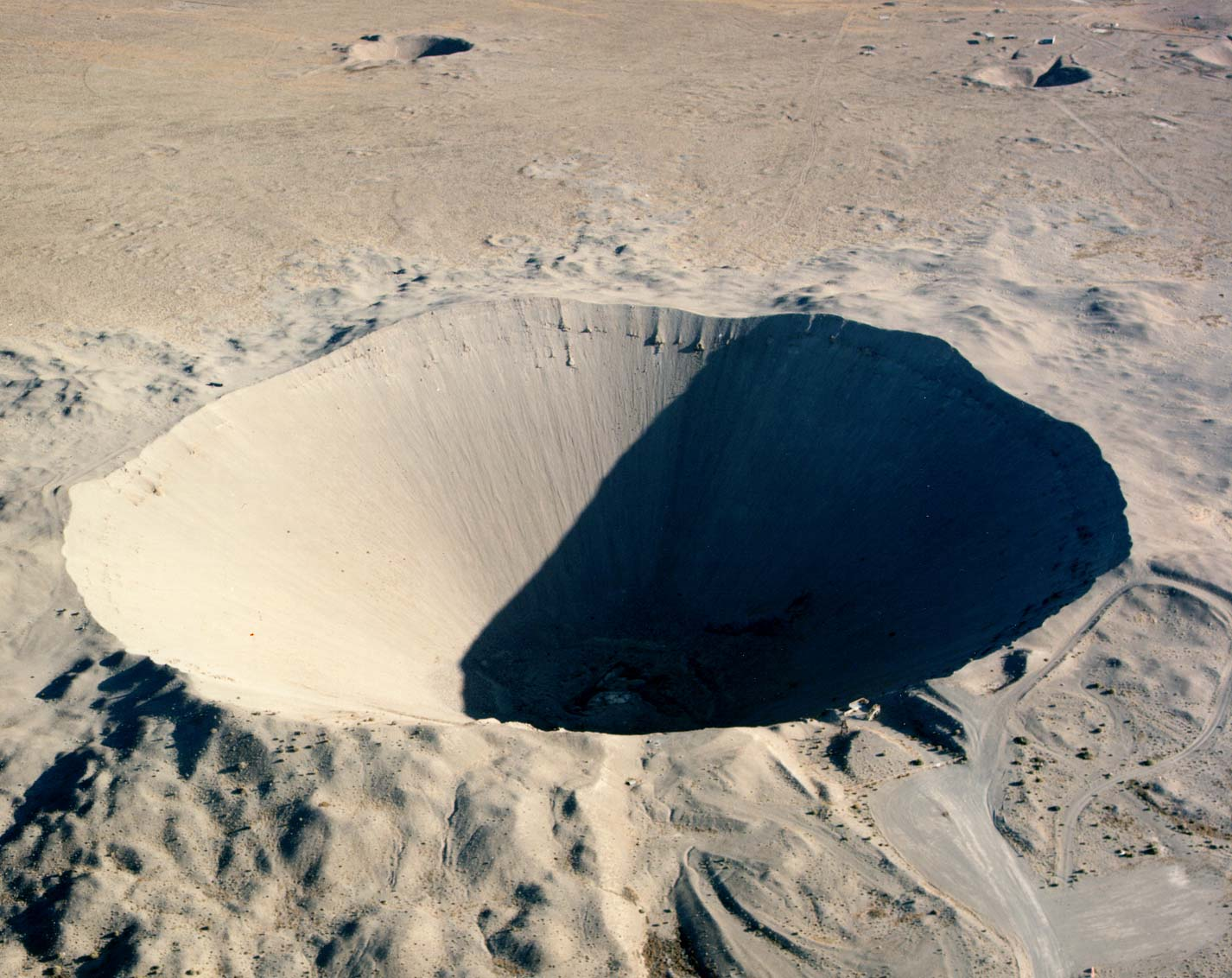
فوهة سيدان الناتجة عن انفجار قنبلة نووية اختبارية في صحراء نيفادا عام 1962

ناهيك عن تاثير هذين النوعين من الضغط العالي على المباني فان لها تاثيرا على جسم الأنسان أيضا حيث يسلط ضغط شديد على جميع انسجة جسم الأنسان مؤثرة على مناطق الأتصال بين نسيجين مختلفين مثل اتصال العضلات مع العظام فيحدث تمزقات شديدة وكذلك تتعرض الأعضاء التي تحتوي على غازات مثل الرئة والامعاءوالاذن الوسطى إلى ضغط شديد يؤدي إلى انفجار هذه الأعضاء.
لقياس قوة الأنفجار الأولي يستعمل تفجر مليون كيلو عادة أسلوب المقارنة مع قوة انفجار مادة تي إن تي وعلى هذا القياس فان قوة انفجار قنبلة نووية هي معادلة إلى 10 - 20 من الكيلوطن من مادة تي إن تي ولتوضيح أكثر فان مقدار 10 كيلوطن كافية لتدمير مدينة عصرية صغيرة الحجم حيث تمتد القوة التدميرية لمقدار 10 كيلوطن إلى مسافة 2.4 كم من نقطة الأنفجار.
يعتمد قوة الأنفجار الأولي للقنبلة النووية على عاملين مهمين اولهما وكما هو معروف عبارة عن قوة القنبلة مقارنة بمادة تي إن تي والعامل الثاني هو الأرتفاع الذي فجرت فيه القنبلة فوق سطح الأرض ويعتمد اختيار الأرتفاع المناسب لتفجير القنبلة على مدى قوتها فعلى سبيل المثال تم اختيار ارتفاع 580 متر لتفجير القنبلة التي القيت على مدينة ناكاساكي في اليابان وكانت القنبلة من قنابل الانشطار ذو الانضغاط الداخلي وقوتها مساوية إلى 20 كيلوطن من مادة تي إن تي، وهذه المسافة تتناسب طرديا مع قوة القنبلة فقنبلة بقوة 30 كيلوطن على سبيل المثال تحتاج إلى ان تفجر من ارتفاع أعلى لكي يكون تاثير الأنفجار في أعلى حالات التاثير.